# 锑化合物
锑化合物是化学元素锑（Sb）所形成的化合物。在锑化合物中，锑主要呈现+3和+5价，其+3价的阳离子在水中水解，一般以SbO+
的形式存在，而不是Sb3+
。

## 卤化物、卤氧化物及卤代酸盐

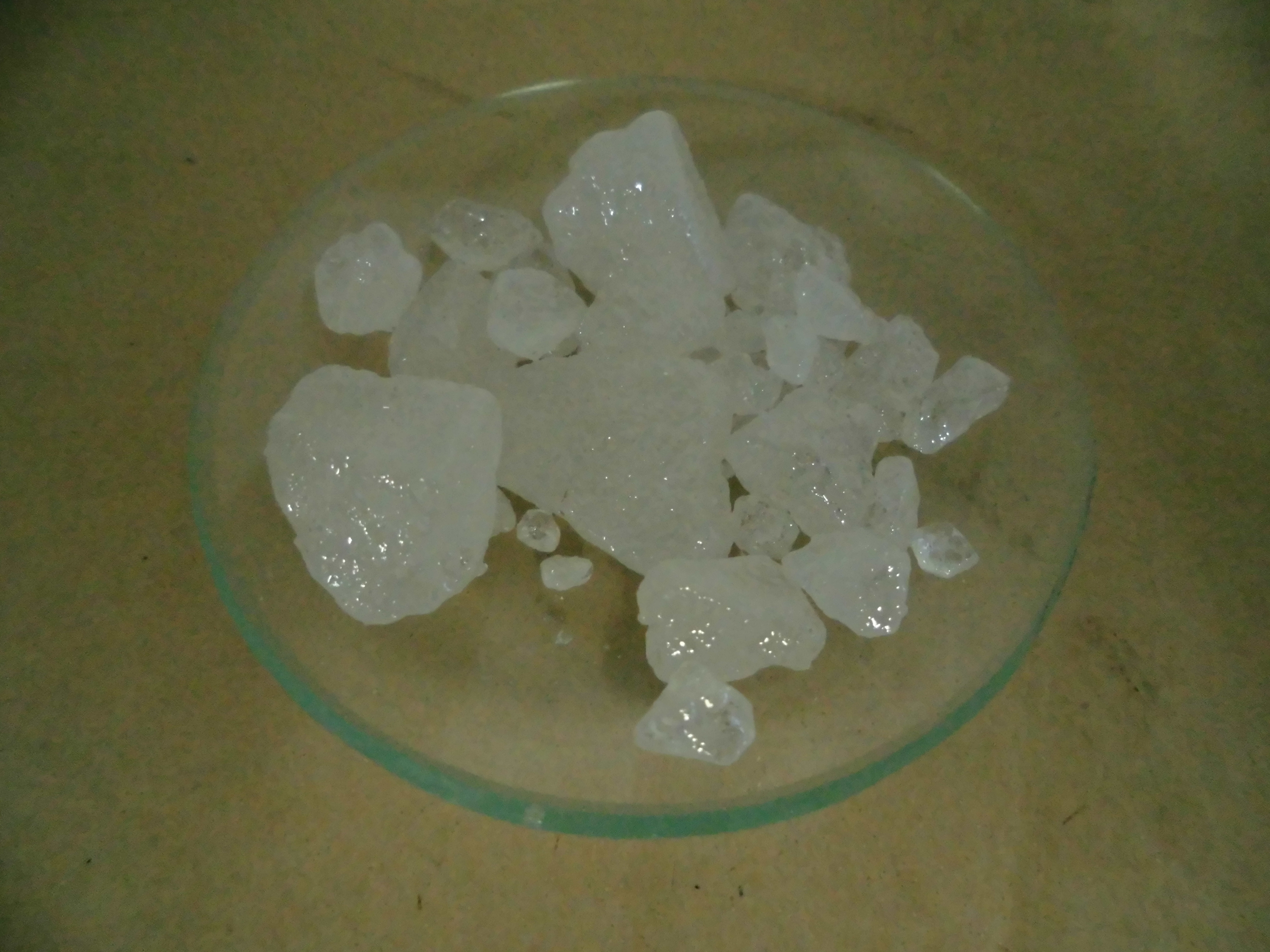
三氯化锑在常温下为固体，73.4 °C熔化。

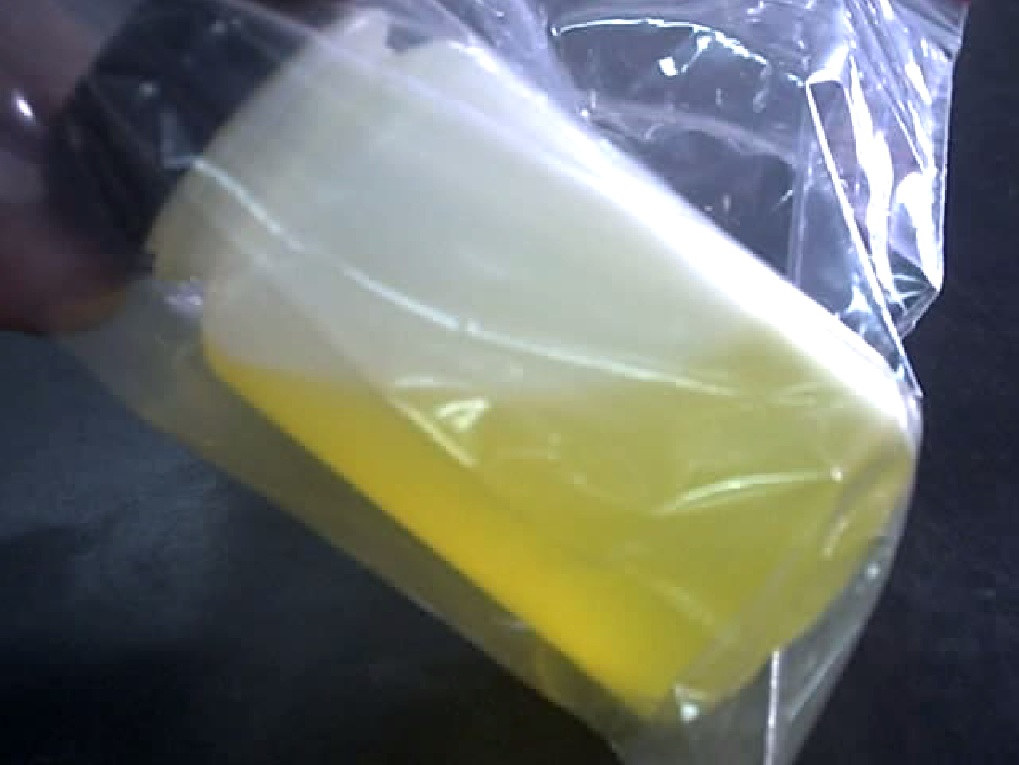
五氯化锑在常温下以液体的形式存在，2.8 °C以下凝固。

锑可以形成+3价和+5价的卤化物。+3价的四种卤化物均是已知的，除三碘化锑为红色晶体外，其余均为无色晶体。三氟化锑是一种氟化剂，其活性比三氟化砷强，可由三氧化二锑和氟化氢反应得到：
Sb2O3 + 6 HF → 2 SbF3 + 3 H2O
它可用于制备有机氟化物。其余三卤化锑可由金属锑和相应的卤素反应得到。
2 Sb + 3 X2 → 2 SbX3 （X＝Cl、Br或I）
浓盐酸和硫化锑反应也能得到得到三氯化锑，它可以通过重结晶或蒸馏来提纯。三氯化锑可以溶解很多氯化物，得到导电的溶液。
三卤化锑在水溶液中可以强烈水解，生成难溶于水的卤氧化物：
SbX3 + H2O → SbOX↓ + 2HX （X＝卤素）
除了SbOX外，还会生成Sb4O5X2等其它含氧物种。
氯氧化锑由三氯化锑水解得到，白色的水解产物可以溶于酒石酸或硫代硫酸钠，形成[SbO(C4H4O6)]−和[Sb(S2O3)3]3−而溶解。将三氯化锑溶于较浓的盐酸，形成氯锑酸盐而抑制SbOCl沉淀的生成。它和强还原剂反应，放出剧毒的锑化氢：
3 H+ + SbCl4− + 3 Zn → SbH3↑ + 3 Zn2+ + 4 Cl−
较弱的还原剂只会使反应产物停留在单质锑：
2 SbCl4− + 3 Fe → 2 Sb↓ + 3 Fe2+ + 8 Cl−
五卤化锑是低熔点的化合物。五氟化锑可由五氯化锑和氟化氢反应，或三氟化锑和氟气反应得到：
SbCl5 + 5 HF → SbF5 + 5 HCl
SbF3 + F2 → SbF5
五氯化锑可由三氯化锑的进一步氯化得到。
SbCl3 + Cl2 → SbCl5
这两种卤化物都能形成六卤配离子SbX−
6。三氯化锑在氯化铯的存在下被氯气部分氧化，生成深蓝色的Cs2SbCl6，其结构与黑色的(NH4)2SbBr6类似，由[SbX6]3−和[SbX6]−构成。

## 氧化物、氢氧化物及含氧酸盐
锑和氧气反应得到三氧化二锑（Sb4O6），它以二聚体的形式存在。简单的分子Sb2O3只有在高温下存在。三氧化二锑溶于浓酸或有配位性的酸，形成相应的盐或配离子，如溶于硫酸生成硫酸锑（Sb2(SO4)3）；它也能溶于碱形成亚锑酸盐。氢氧化锑（Sb(OH)3）是未知的，目前仅已知Sb2O3·xH2O这一水合物。
五氧化二锑（Sb4O10）可由五氯化锑的水解得到。其胶体可由三氧化二锑和过氧化氢反应得到：
Sb4O6 + 4H2O2 ⇌ Sb4O10 + 4 H2O
在硫酸介质中，过硫酸铵氧化三氧化二锑也能得到五氧化二锑。五氧化二锑的酸性比三氧化二锑强，可溶于碱形成锑酸盐。在工业上以五氯化锑制备锑酸盐，为使碱的用量减少而节约成本，会先将氯化物水解，再用氢氧化钠进行反应。将三氧化二锑溶于氢氧化钠得到的亚锑酸盐用过氧化氢氧化，也是工业上制备锑酸盐的方法之一。六羟基合锑酸钾（K[Sb(OH)6]）在强碱性的条件下可以将钠离子沉淀。

## 硫属化物及硫代酸盐

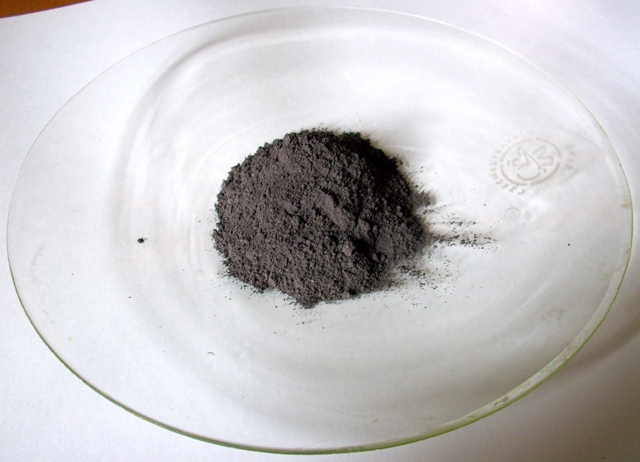
黑色的硫化锑

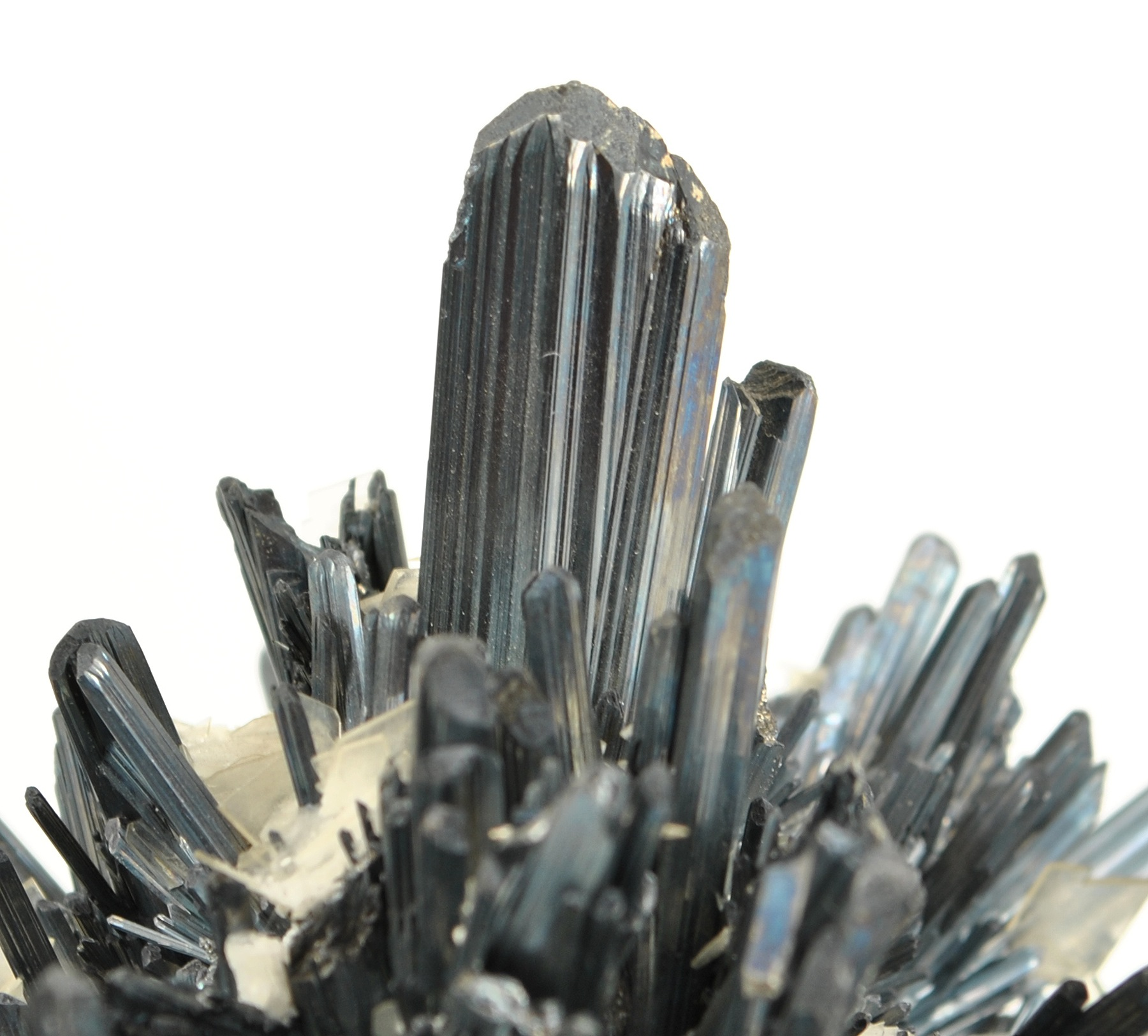
硫化锑矿物——辉锑矿

锑的硫化物在自然界中以辉锑矿的形式存在。硫化锑可溶于碱金属硫化物溶液或氢氧化物溶液：
Sb
2S
3 + 3 S2−
 → 2 SbS3−
3
2 Sb
2S
3 + 4 OH−
 → SbO−
2 + SbS−
2 + 2 H
2O
Sb
2S
3 + 6 OH−
 → SbO3−
3 + SbS3−
3 + 3 H
2O
形成的硫代亚锑酸盐在酸的存在下又会沉淀出硫化锑。硫代锑酸锑（SbSbS4）可用作润滑添加剂。硒化锑可由锑和硒的单质直接反应得到，它可用作光学材料，如用于太阳能电池中。
硫化锑和氯化亚铜、三氯化铝在离子液体中反应，可以得到橙红色的[Cu(Sb2S3)][AlCl4]晶体。
Sb2S3 + CuCl + AlCl3 → [Cu(Sb2S3)][AlCl4]

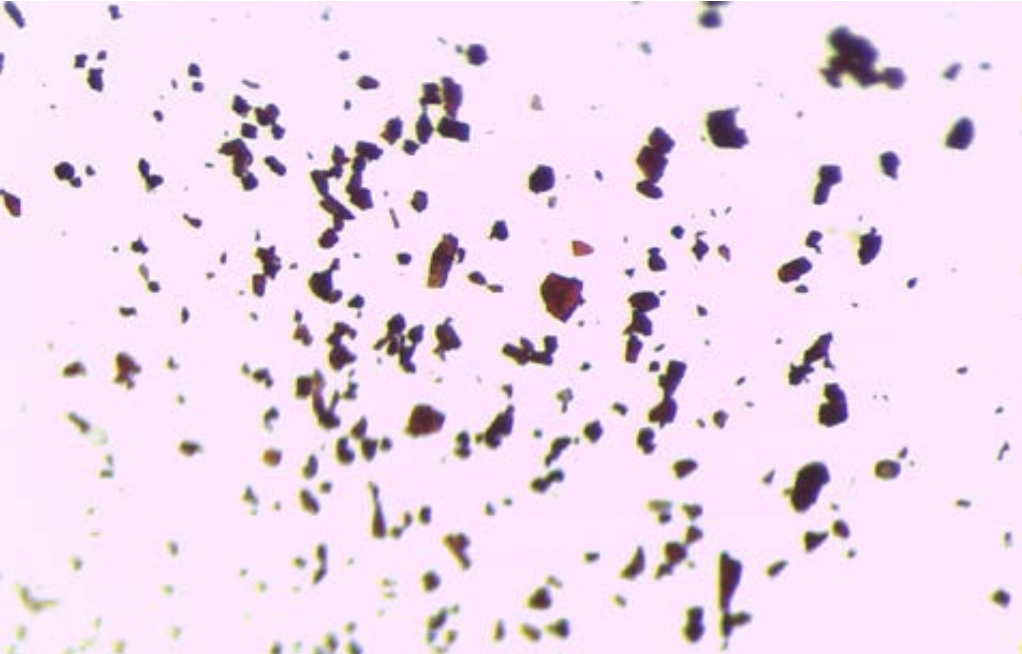
Cu(Sb_{2}S_{3})AlCl_{4}晶体照片

碲化锑也可由相似的元素化合反应制备，或以三氯化锑、亚碲酸钠为原料，由还原剂硼氢化钠还原制得。混合硫属化物（如Sb2Te2Se）是已知的，可由单质在高温下按化学计量比反应得到。